# Boliviacris noroestensis
Boliviacris noroestensis är en insektsart som beskrevs av Ronderos och Cigliano 1990. Boliviacris noroestensis ingår i släktet Boliviacris och familjen gräshoppor. Inga underarter finns listade i Catalogue of Life.